# Старая Басань
Ста́рая Баса́нь (укр. Стара́ Баса́нь) — село, расположенное на территории Бобровицкого района Черниговской области (Украина). Расположено на реке Басанка. Расстояние до райцентра — Бобровица автодорогами — 17 км, до областного центра Чернигова — 122 км.

## Характеристика
В селе по данным на 1 января 2025 года зарегистрирован 591 человек, постоянно проживает около 500 человек. Село расположено на речке Басанке. Появилось одновременно с соседним селом Ярославка в начале XII века. Первое упоминание относится к 1196 году. По мнению историков-краеведов, название произошло от слова «опасань» (опасаться), как у места, которого опасались кочевники — половцы, а позже монголо-татары. В данной местности проходила условная граница Киевской Руси, а в селе находилось пограничное укрепленное поселение.
К территории села также относится хутор Тымки. Здесь сохранился дом с мезонином — один из немногих, что остался без изменений как снаружи так и внутри, пример архитектуры XIX века в Российской империи. Сохранилась и усадьба, принадлежавшая Крицкой Д. Д. — жене киевского врача А. С. Лескова — брата писателя Лескова Николая Семеновича.
Теперь в доме находится школа-интернат.
Возле села находится гидрологический заказник «Старобасанский» — болотный массив площадью 278 га.
Также в Старой Басани действует церковь Преображения Господня Нежинской и Батуринской епархии Украинской Православной Церкви.

## Интересные факты
В 1979 году в селе были сняты некоторые эпизоды художественного фильма «Несколько дней из жизни И. И. Обломова».